# Rengsdorf

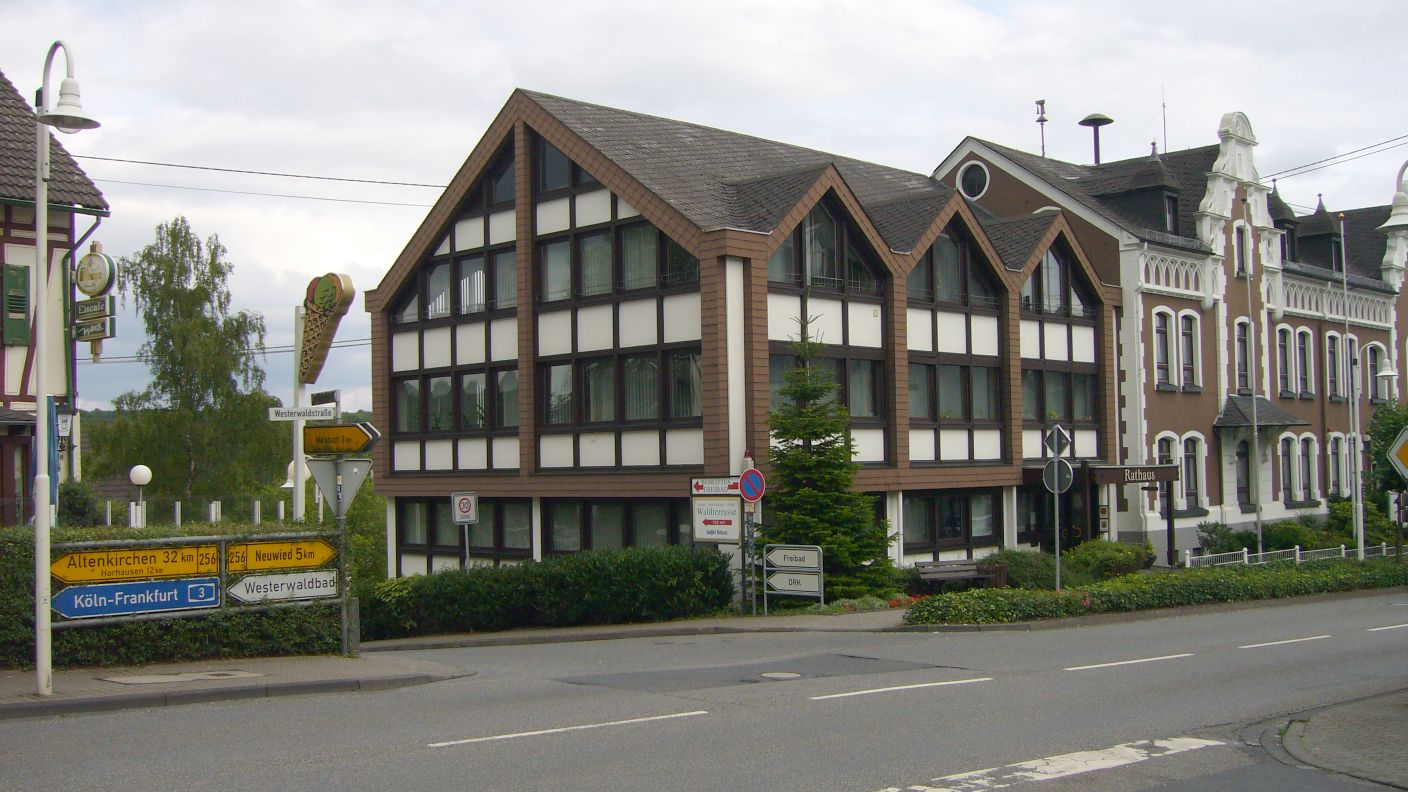
Rathaus und Sitz der Verbandsgemeinde-Verwaltung

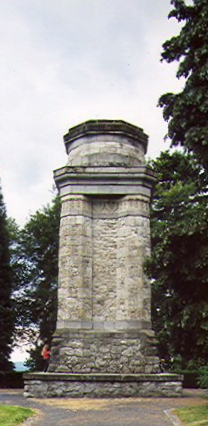
Bismarcksäule Rengsdorf

Rengsdorf ist eine Ortsgemeinde und ein heilklimatischer Kurort im Landkreis Neuwied in Rheinland-Pfalz. Sie ist Verwaltungssitz der Verbandsgemeinde Rengsdorf-Waldbreitbach, der sie auch angehört.

## Geographie

### Klima
Die Jahresniederschlagsmenge beträgt 834 mm.

## Geschichte
Die älteste Urkunde über Rengsdorf stammt aus der Zeit, in der Theutgart Erzbischof von Trier war (847–868). In dieser um 857 gefertigten Urkunde wurden die Grenzen des Rengsdorfer Pfarrzehntbezirks beschrieben, der zum Koblenzer Kastorstift gehörte. Die Anerkennung als „Heilklimatischer Kurort“ erhielt Rengsdorf im Jahr 1963, die gesundheitstouristische Tradition reicht jedoch bis ins 19. Jahrhundert zurück.
Im März 1956 wurde im ehemaligen Hotel „Rheinhöhe“ die Schule für Nachrichtenwesen der Bundeswehr aufgestellt. Sie zog Mitte Oktober 1958 nach Bad Ems. Im Dezember 1959 zog eine „Radio-Kompanie“ in das Gebäude, die später als PSV-Bataillon 1 in Andernach stationiert wurde.
Statistik zur Einwohnerentwicklung
Die Entwicklung der Einwohnerzahl von Rengsdorf, die Werte von 1871 bis 1987 beruhen auf Volkszählungen:
| Jahr | Einwohner |
| 1815 | 376       |
| 1835 | 564       |
| 1871 | 684       |
| 1905 | 991       |
| 1939 | 1.669     |
| 1950 | 2.013     |

| Jahr | Einwohner |
| 1961 | 2.190     |
| 1970 | 2.291     |
| 1987 | 2.255     |
| 2005 | 2.635     |
| 2022 | 2.827     |

## Politik

### Bürgermeister
Die Stelle des Ortsbürgermeisters ist derzeit (2024) vakant.
Christian Robenek (CDU) war seit Juli 2014 Ortsbürgermeister von Rengsdorf. Bei der Direktwahl im Mai 2019 wurde er für weitere fünf Jahre in seinem Amt bestätigt. Vorgänger von Christian Robenek war Karlheinz Kleinmann, der das Amt 15 Jahre ausübte.

### Partnergemeinde
Die Partnerschaft mit der in der französischen Region Burgund gelegenen Gemeinde Saint-Pierre-le-Moûtier besteht seit dem Jahre 2005.

## Kultur und Sehenswürdigkeiten

### Sehenswürdigkeiten
- Am Kaisereichenplatz befindet sich die 13 Meter hohe Bismarcksäule, die 1903 zu Ehren des ersten deutschen Reichskanzlers Fürst Otto von Bismarck (1815–1898) eingeweiht wurde.
- Der Römergraben in Rengsdorf wurde lange Zeit als Überbleibsel des römischen Limes interpretiert. Heute weiß man allerdings, dass der Graben eigentlich aus der Zeit der Franken stammt. Im frühen Mittelalter diente er wohl als Wehr- und Grenzschutz zwischen Siedlungsbereichen. Der auf der Höhe angelegte Wall war wahrscheinlich zur zusätzlichen Sicherung noch seitlich mit Gebück bewachsen. Heute kann man den Verlauf der Anlage noch über ca. 750 m erkennen. Der Ort eignet sich hervorragend für Spaziergänge und Wanderungen, zumal man stellenweise eine exzellente Aussicht über das Neuwieder Becken hat.[10] Unter anderem ist dies auch die Streckenführung des bekannten Fernwanderwegs Rheinsteig.[11] Der Verlauf des eigentlichen Limes liegt ca. 3 km entfernt in Nähe der Kreuzkirche bei Melsbach.[10]

Siehe auch;
- Liste der Kulturdenkmäler in Rengsdorf
- Liste der Naturdenkmale in Rengsdorf

### Musik
Bekannt ist Rengsdorf durch die jährlich im Sommer stattfindende Veranstaltung "Rock the Forest" der Rockfreunde Rengsdorf. In den letzten Jahren sind dort unter anderem Kadavar, Rage und die Band Uriah Heep aufgetreten.

### Vereinsleben
- Rettungsdienste und Katastrophenschutz: Die Freiwillige Feuerwehr, das Deutsche Rote Kreuz und die DLRG.
- Sport und Freizeit: Alternative Sport- und Spielgemeinschaft (A.S.S.), der Turnverein, der Sportverein Rengsdorf (Fußball), der TC-Rengsdorf, die Rockfreunde Rengsdorf e. V. sowie der Burschenverein Rengsdorf, welcher die Feste wie die Kirmes oder Karneval organisiert.
- Im Jahr 2005 wurde auf Anregung von Pfarrer Friedemann Stinder der Christliche Verein Junger Menschen (CVJM) Rengsdorf e. V. gegründet, der monatliche Kinderbibeltage und Jugendtreffs veranstaltet; außerdem gibt es im CVJM Rengsdorf eine Indiaca-Sportgruppe.

## Wirtschaft und Infrastruktur

### Verkehr
Direkt durch die Gemeinde verläuft die B 256, die Neuwied und Altenkirchen verbindet und über die auch eine regionale Busverbindung besteht. Am 3. Juli 2006 wurde mit dem Bau einer Ortsumgehung begonnen, deren erwartete Kosten sich auf rund 35 Millionen Euro beliefen. Das gut vier Kilometer lange Teilstück der B 256 ist seit dem 23. September 2014 offiziell für den Verkehr freigegeben.
Die nächste Autobahnanschlussstelle ist Neuwied/Altenkirchen an der A 3.
Der nächstgelegene Bahnhof ist in Neuwied mit Anschluss an die rechte Rheinstrecke. Die nächstgelegenen Bahnhöfe für den Fernverkehr auf der linken Rheinstrecke sind in Andernach und in Koblenz.
In unmittelbarer Nähe verläuft die Schnellfahrstrecke Köln–Rhein/Main. Der nächstgelegene Halt an dieser Strecke ist in Montabaur.

### Ansässige Unternehmen
Bundesweit bekannte Unternehmen sind Lohmann & Rauscher, Hersteller von Verband- und Medikalstoffen, sowie die Firma Berge & Meer (Beteiligungsunternehmen der TUI Deutschland), der Bäderbetreiber monte mare und die „meta GmbH & Co KG“, die international Trennwandanlagen vertreibt. Für alle vier ist Rengsdorf der Haupt- bzw. Verwaltungssitz. Die Fertigungsbetriebe Maschinenbau Runkel GmbH und Winkler und Dünnebier Süßwarenmaschinen GmbH sind ebenfalls in Rengsdorf ansässig.

## Persönlichkeiten

### Söhne und Töchter des Orts
- Gerhard Curdes (* 1933), Universitätsprofessor für Städtebau und Landesplanung;
- Norbert van Heyst (* 1944), General der Bundeswehr;

### Persönlichkeiten die im Ort gewirkt haben
- Friedrich Karl Henkel (1848–1930), deutscher Unternehmer und Gründer des Henkel-Konzerns, hatte seinen Alterswohnsitz in Rengsdorf und verstarb in Rengsdorf;
- Curt Karl Rüschhoff (1887–1969), deutscher Architekt, plante u. a. das Schlosshotel Bühlerhöhe;
- Richard Winkler (1898–1972), Seniorchef und persönlich haftender Gesellschafter der Firma Winkler+Dünnebier, Ehrenbürger der Stadt Neuwied.